# Panaitan
Panaitan (in lingua indonesiana Pulau Panaitan, letteralmente «isola del principe»; precedentemente nota in olandese come Prinseneiland), è la più grande isola indonesiana nello stretto della Sonda, il tratto periferico del mar di Giava che si stende tra Giava e Sumatra.
L'isola, che raggiunge i 329 m nel punto più elevato, si trova di fronte all'estrema punta occidentale di Giava e appartiene al parco nazionale di Ujung Kulon, sito patrimonio dell'umanità dell'UNESCO. Come la vicina isola di Krakatoa, è di origine vulcanica, ma non sono note eruzioni in epoca storica. Deve il nome di «isola del principe» al fatto che era considerata di proprietà dei principi giavanesi. Dal punto di vista amministrativo, appartiene alla reggenza di Pandeglang della provincia di Banten.
Panaitan non soffrì così tanto a seguito dell'eruzione del Krakatoa del 1883 quanto molte altre isole della regione: solo la costa settentrionale e parte di quella orientale furono colpite dallo tsunami che essa generò. Successivamente, però, sull'isola furono trovati 55 corpi: quelli di un hadji che aveva ottenuto il permesso reale di accedere all'isola e di circa 50 coloni.
Panaitan è un'isola collinare e boscosa e ospita una ricca fauna animale: cervi, cinghiali, scimmie, serpenti (pitoni) e uccelli, ma anche coccodrilli d'acqua dolce e varani. Sul monte Raksa sono state trovate vecchie sculture indù. La cimosa costiera offre spiagge sabbiose e barriere coralline.